# T-마운트

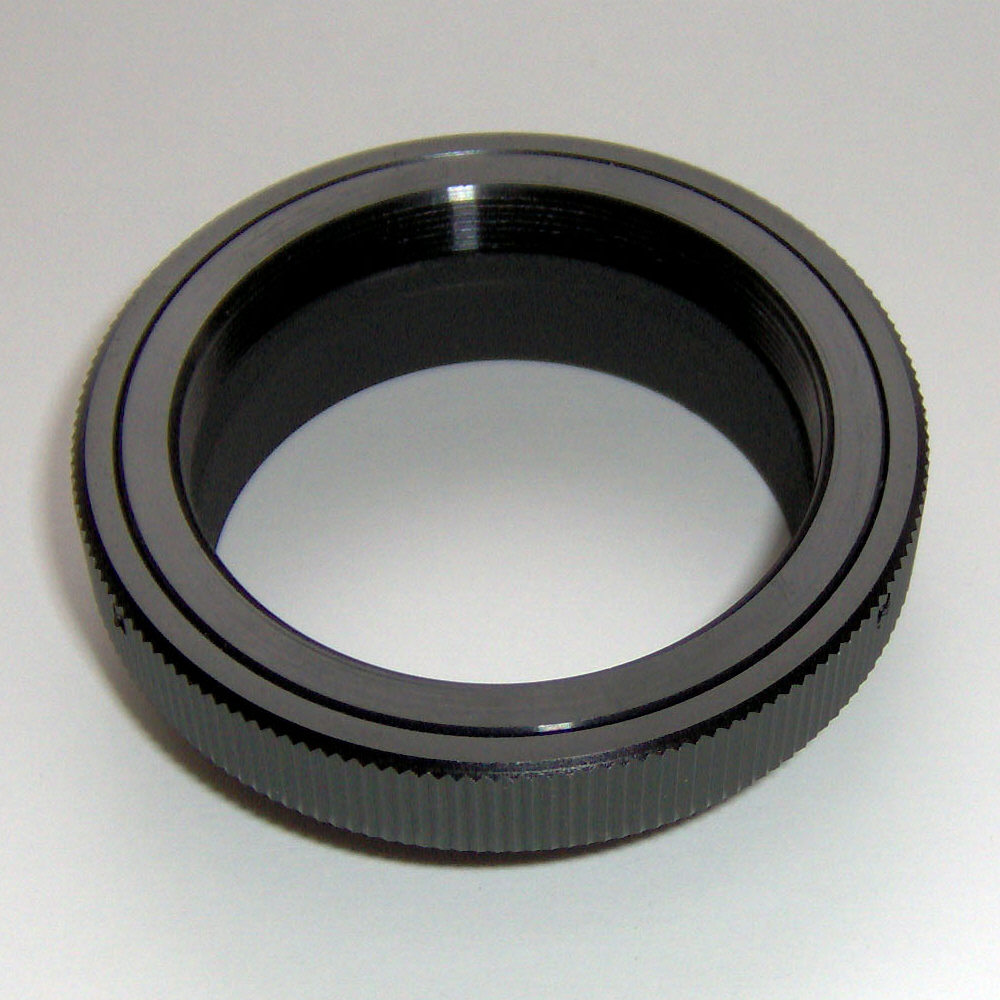

T-마운트는 카메라 및 기타 광학 어셈블리용 표준 렌즈 마운트이다. 일반적인 T-마운트는 렌즈에 수나사 42×0.75 (42 mm 직경, 0.75 mm 나사산 피치) 치수의 나사산을 가지고 플랜지 초점 거리가 55이며, 이와 짝을 이루는 카메라 어댑터 또는 다른 광학 부품의 암나사로 42 mm 나사산으로 구성되는 스크류 마운트이다. 이러한 나사산의 형태를 T 스레드라고 한다. 이것은 지름이 또한 42 mm이지만 1 mm의 나사산 피치를 가지는 M42 렌즈 마운트와 혼동되어서는 안 된다.  T 스레드는 때때로 "M42×0.75"로 기술되는데, 이는 미터법 스레드를 설명하는 일반적인 방식이다.
"T"는 일본 제조업체인 Tamron 또는 Taisei를 나타낸다고 말하여지는데, 이 회사에서는 1957년에 다양한 회사에 의하여 제조된 35 mm SLR 카메라에 적합한 일련의 애프터 마켓용 렌즈를 자신의 범용 T-마운트를 사용하여 최초로 출시하였다. 첫 번째 모델의 미니 T-마운트에서는 M37×0.75 스레드를 사용하여, Tamron의 표준적인 M42×0.75 T 스레드는 1962년경이 되어서야 시장에 등장하였다. 회사에서는 T-mount, T-thread, T-adapter 또는 T-400으로 다양하게 언급했지만 Soligor가 T-adapter 버전에 사용한 이름인 T-2는 사용하지 않았다. 각 카메라 제조업체의 독점적인 렌즈 마운트는 간단한 어댑터로 T-마운트 스레드에 맞게 조정되었다. 따라서 소매업체는, 저렴한 어댑터를 사용하여 다수의 카메라 브랜드에 맞출 수 있는 값비싼 렌즈를 소수 비축할 수 있었다.
일부 T-마운트 렌즈는 나사산 내부 링이 없는 T-어댑터를 수용하고 간단히 T-마운트 렌즈 위에 장착이 된다. 렌즈 배럴의 채널과 일치하는 3개의 고정 나사로만 고정되어 배럴이 고정 나사로 인해 변형되지 않으므로 어댑터를 손상 없이 제거할 수 있다.
일반적인 기계적 인터페이스인 T-마운트를 사용하면 다양한 제조업체의 구성 요소를 교환하고 조립할 수 있다. T-마운트는 전적으로 기계적 사양이다. 시그마사의 YS Mount는 자동 다이어프램 커플링 기능을 갖추고 있지만 전기적 또는 기계적 연결(예: 자동 초점 )은 일반적으로 제공되지 않는다.
카메라 외에도 T-마운트는 광학 브레드보드 프로토타이핑 구성 요소와 망원경 및 현미경 부착물에 사용된다. T-마운트는 또한 카메라를 현미경에 장착하여 병리학적 표본 슬라이드를 촬영하거나 1.25 ″의 망원경 접안경(eyepiece)에 장착하는 표준 방법이다.

## 어댑터
T-마운트 렌즈의 플랜지 거리가 55 mm 정도로 길고 대부분의 35 mm 카메라의 플랜지 길이가 이보다 짧기 때문에, T-Ring이라는 간단한 기계식 어댑터가 T-마운트 렌즈를 광학 보정 없이 모든 카메라 본체에 적용하여 가장 가까운 초점 거리를 달성하기 위하여 필요하다. 어댑터 링의 한쪽에는 암나사형 M42×0.75 미터 나사가 있고 다른 한쪽에는 카메라 본체의 해당 렌즈 마운트가 있다. T 어댑터는 T 마운트 나사산이 있는 내부 링과 해당 렌즈 마운트가 있는 외부 링으로 구성된다. T-링과 T-2 링은 서로 동일하고, 둘 다 내부 및 외부 링이 있다. 두 개의 링(내부 및 외부)은 외부 링에 있는 3개의 주변 나사로 함께 고정된다. 이 나사를 풀면 렌즈와 카메라 본체 사이를 회전할 수 있다. 이것은 카메라 본체가 망원경이나 현미경에 부착되어 있을 때 특히 유용하다.
일부 T-마운트 렌즈에는 플랜지에 내부 링이 내장되어 있어 위에서 설명한 것처럼 T-어댑터의 외부 링을 직접 부착할 수 있기 때문에 표준 T-링은 일반적으로 내부 링의 외경이 동일하다.
일부 DSLR은 전자적인 렌즈 데이터가 없다면 측광이 되지 않기 때문에 일부 어댑터에는 현재 초점 거리와 조리개 한계를 식별하고 측광 및 경우에 따라 초점 확인을 가능하게 하도록 프로그래밍할 수 있는 댄덜리온 칩(Dandelion chip)이 장착된 채로 판매된다.
어댑터에 있는 외부 링의 길이는 무한대 초점을 달성하기 위하여 T-마운트와 해당 렌즈 마운트 사이의 플랜지 거리의 차이에 해당한다. 다른 대형 카메라 렌즈는 플랜지 거리가 55 mm 보다 길다. 이러한 렌즈는 해당하는 렌즈-대-T-마운트 어댑터 및 T-링의 조합으로 소형 카메라에 부착할 수 있다.

## 같이 보기
- 탐론
- M42 렌즈 마운트
- C 마운트
- K 마운트
- ISO 미터 나사산